# Marius Patinaud
Marius Patinaud de son vrai nom Marius Antoine Patinaud, né le 11 novembre 1910 à Saint-Chamond (Loire) et décédé le 23 mars 1987 à Saint-Étienne (Loire), est un homme politique français, ancien membre du gouvernement chargé de la Sécurité sociale avec Ambroise Croizat, qui fut aussi président de l'Union française de l'information.

## Biographie
Issu d'une famille ouvrière, il travaille comme ajusteur, puis comme graveur sur armes, à partir de 1928, à la manufacture française d'armes et cycles de Saint-Etienne (Manufrance).
Adhérent du Parti communiste au moment du front populaire, militant syndical, il est très actif dans la grève avec occupation de l'usine menée entre août et novembre pour l'obtention d'une convention collective et l'augmentation des salaires, ce qui lui vaut, en 1938, une condamnation pénale.
Cité en exemple dans la presse communiste, il devient, à cette période, permanent du parti et du syndicat des métaux de Saint-Etienne, dont il est le secrétaire.
En octobre 1939, il est arrêté, avec six autres responsables communistes locaux, pour avoir organisé une réunion syndicale sans autorisation préalable. Il est condamné lourdement (5 ans de prison) en mai 1940 par un tribunal militaire pour propagande communiste. Il passe l'essentiel de la guerre dans diverses prisons (Saint-Etienne, Clermont-Ferrand, Riom, Mauzac, Bergerac) avant de s'évader en juillet 1944 grâce à l'intervention armée d'un groupe FTP. Il rejoint alors immédiatement la résistance armée.
A la libération, il est brièvement maire adjoint de Saint-Etienne. Communiste totalement dans la ligne, il s'engage dans la « bataille de la production », défend la fusion du PCF et de la SFIO, sans grand effet, car les socialistes refusent sa proposition d'union lors des municipales de 1945, qui se soldent par la défaite du communiste Claudius Buard et l'élection de Henri Muller, sous l'étiquette du MLN, à la tête d'une majorité associant SFIO, MRP et républicains.
Patinaud siège donc comme conseiller municipal d'opposition. En janvier, il avait été élu conseiller général de la Loire, battant au second tour le candidat socialiste Aimé Malécot, qui s'était maintenu. Il n'effectua qu'un seul mandat, ne se représentant pas en 1949.
En octobre 1945, il mène la liste communiste pour l'élection de la constituante et obtient 23 % des voix, ce qui suffit à lui faire gagner un siège de député avec Denise Bastide et Albert Masson.
En janvier 1946, il est nommé sous-secrétaire d’Etat au Travail et à la Sécurité Sociale,dans le gouvernement Félix Gouin.
Réélu en juin 1946 dans un département où s'affrontent des personnalités de niveau national (Georges Bidault pour le MRP, Antoine Pinay, Eugène Claudius-Petit), il est sous-secrétaire d’Etat au Travail dans le gouvernement Georges Bidault. Il travaille alors avec Ambroise Croizat à la mise en place de la sécurité sociale.
Il réunit 29,6 % des voix en novembre 1946 et conserve son siège et obtient l'élection de deux colistiers, dont Denise Bastide, qui se suicide en 1952.
Patinaud entre dans cette période dans les instances nationales du parti. Secrétaire régional de la Loire en 1944, il entre au comité central comme titulaire en 1950, juste après avoir été promu adjoint du secrétaire à l'organisation, Léon Mauvais, assistant de ce fait, sans voix délibérative, aux réunions du Bureau politique du parti.
A Saint-Etienne, il s'illustre par une déclaration sectaire, qualifiant dans la presse communiste le gaulliste Alexandre de Fraissinette de « fasciste ».
Il participe par ailleurs aux affrontements entre grévistes et policiers du 29 novembre 1947, avant de finalement appeler les militants au calme. À la suite d’un attentat contre le siège du PC qui a suivi la manifestation du 29 novembre, il appela les communistes au « calme » en évoquant une possible reprise du travail à l’issue d’une « grève générale » qui, disait-il, n’avait jamais été « politique ».
En 1951, il est encore réélu, avec 23 % des voix cette fois, un score qui résiste mieux que dans le reste du pays, mais le PCF perd un siège.
A l'Assemblée, il fait partie des députés communistes les plus actifs, intervenant très souvent sur des sujets divers, et notamment lors des débats d'investiture des gouvernements.
En 1953, cependant, il fait l'objet d'une mise en cause par la direction du parti. Les accusations sont multiples, depuis son attitude pendant l'occupation jusqu'à l'affaiblissement des effectifs de la fédération communiste de la Loire, en passant par des réserves émises vis-à-vis du pacte germano-soviétique, mais le fond est sans doute sa proximité avec André Marty, en disgrâce.
Il n'est cependant pas exclu, mais simplement privé d'expression et de responsabilité effective : il n'est ainsi pas réélu au comité central en 1954 et écarté en même temps que 3 autres personnalités PCF du secteur.
« La ferveur aveugle et inconditionnelle avec laquelle une bonne partie des communistes le soutinrent me surprit. », racontera le futur ministre des transports Charles Fiterman, alors simple militant.
Il se retire alors de la vie politique, et prend la direction d'un atelier de confection dans sa ville.

## Mandats et fonctions

### Fonctions gouvernementales

#### Sous-secrétaire d'État
- 23 janvier 1946 - 12 juin 1946 : Sous-secrétaire d'État au Travail du gouvernement Félix Gouin
- 24 juin 1946 - 28 novembre 1946 : Sous-secrétaire d'État au Travail du gouvernement Georges Bidault I

### Mandats parlementaires
- 21 octobre 1945 -10 juin 1946 : Député de la Loire
- 2 juin 1946 - 27 novembre 1946 : Député de la Loire (réélu)
- 10 novembre 1946 - 4 juillet 1951 : Député de la Loire (réélu)
- 17 juin 1951 - 1er décembre 1955 : Député de la Loire (réélu)